# Dachstein
Dachstein is een gemeente in het Franse departement Bas-Rhin (regio Grand Est). De gemeente telde op 1 januari 2022 1.755 inwoners en maakt deel uit van het arrondissement Molsheim. 

## Geografie
De oppervlakte van Dachstein bedroeg op 1 januari 2022 7,46 vierkante kilometer; de bevolkingsdichtheid was toen 235,3 inwoners per km². 

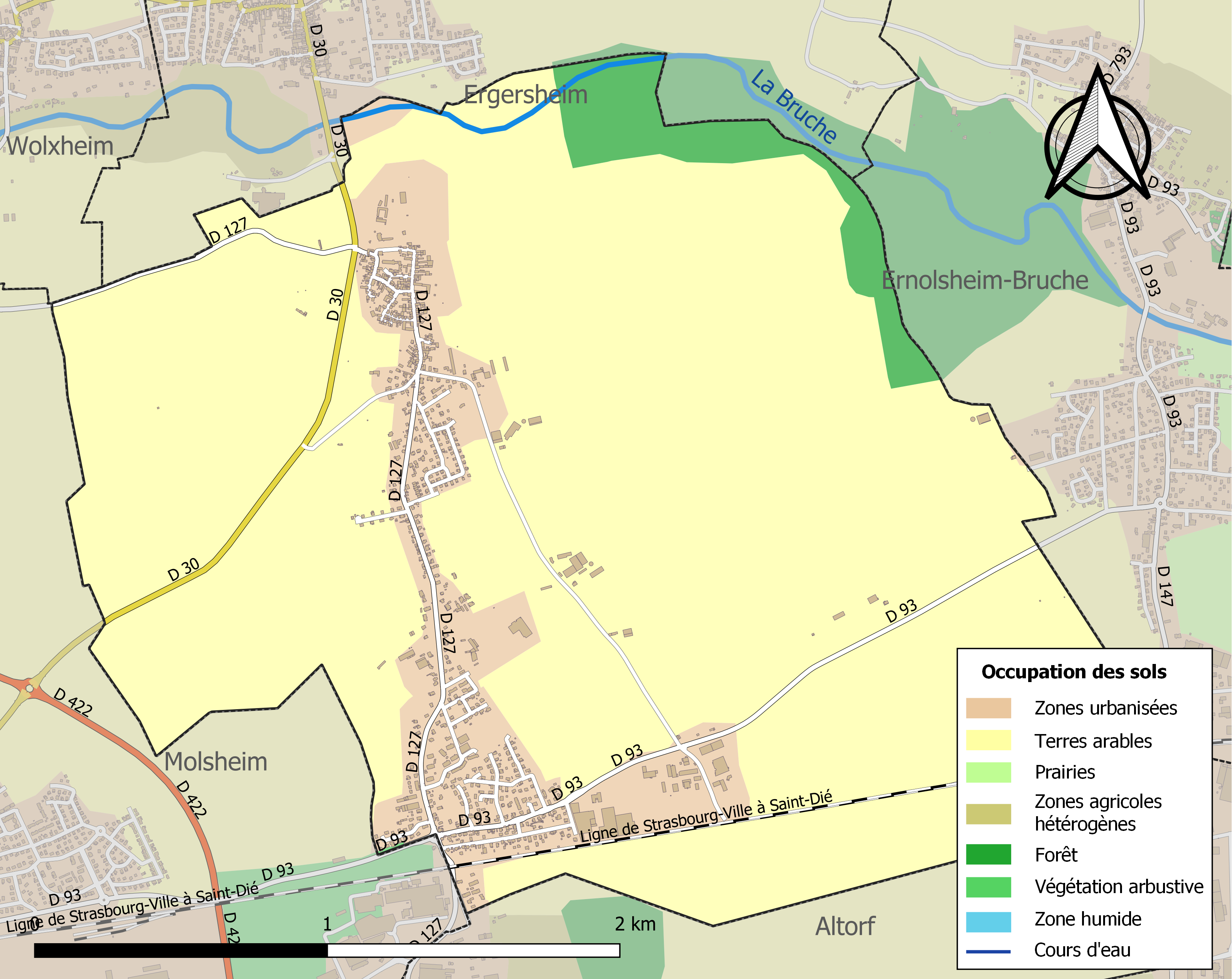
Kaart van de gemeente met de belangrijkste infrastructuur, bodemgebruik en omliggende gemeenten

## Demografie
Onderstaande figuur toont het verloop van het inwonertal (bron: INSEE-tellingen).

## Verkeer en vervoer
In de gemeente liggen de spoorwegstations Dachstein en Duttlenheim.

## Galerij

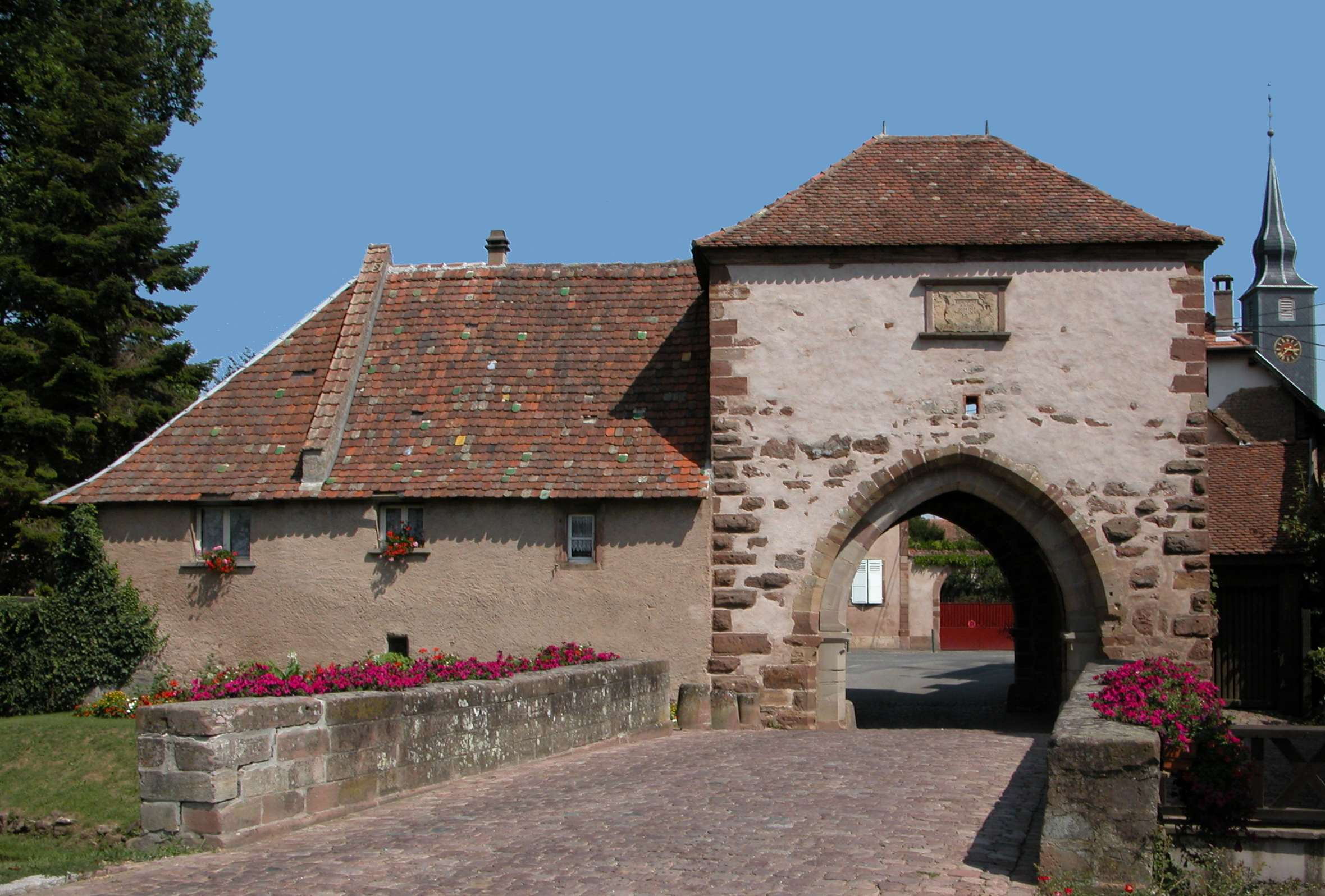
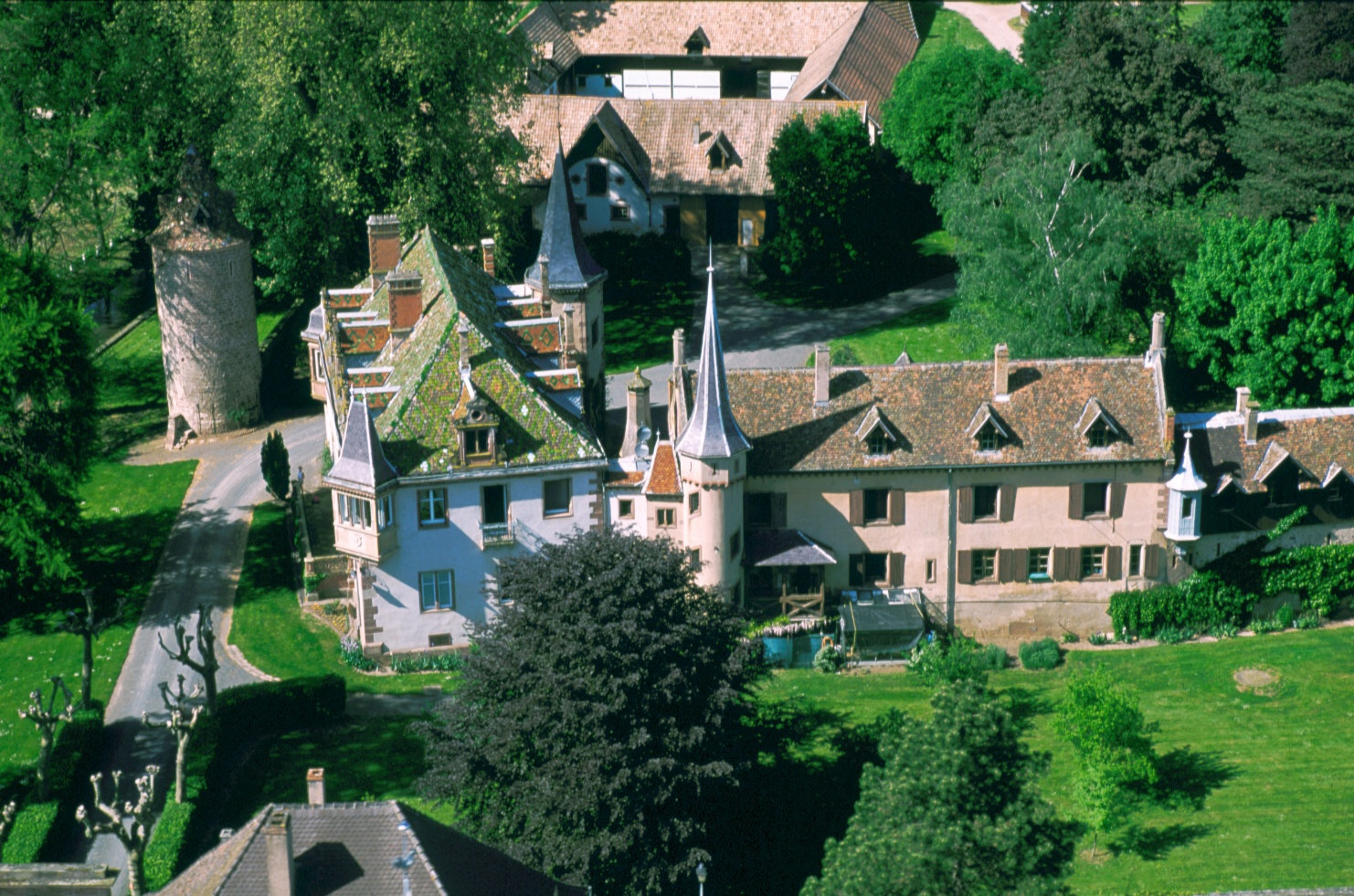
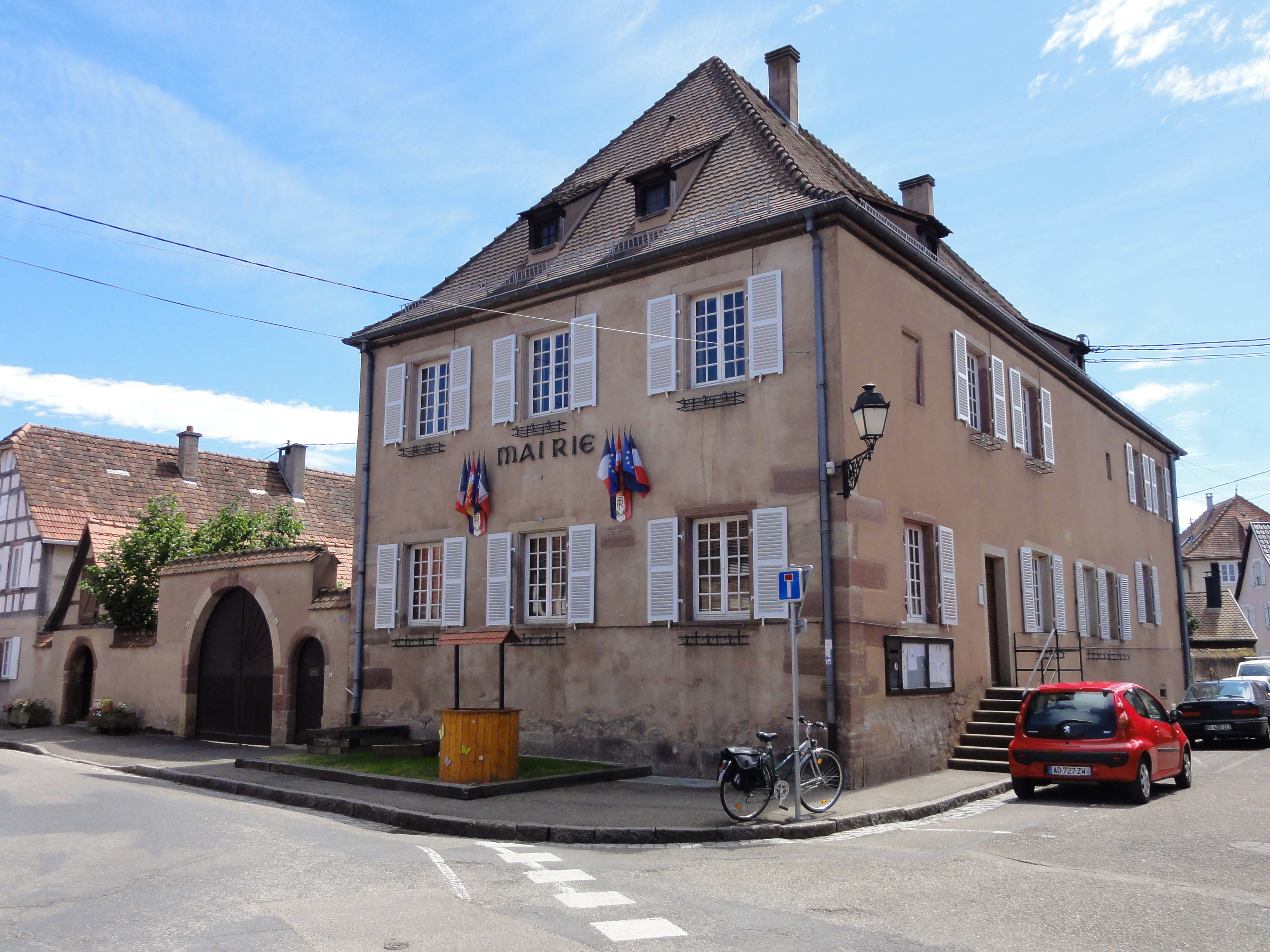
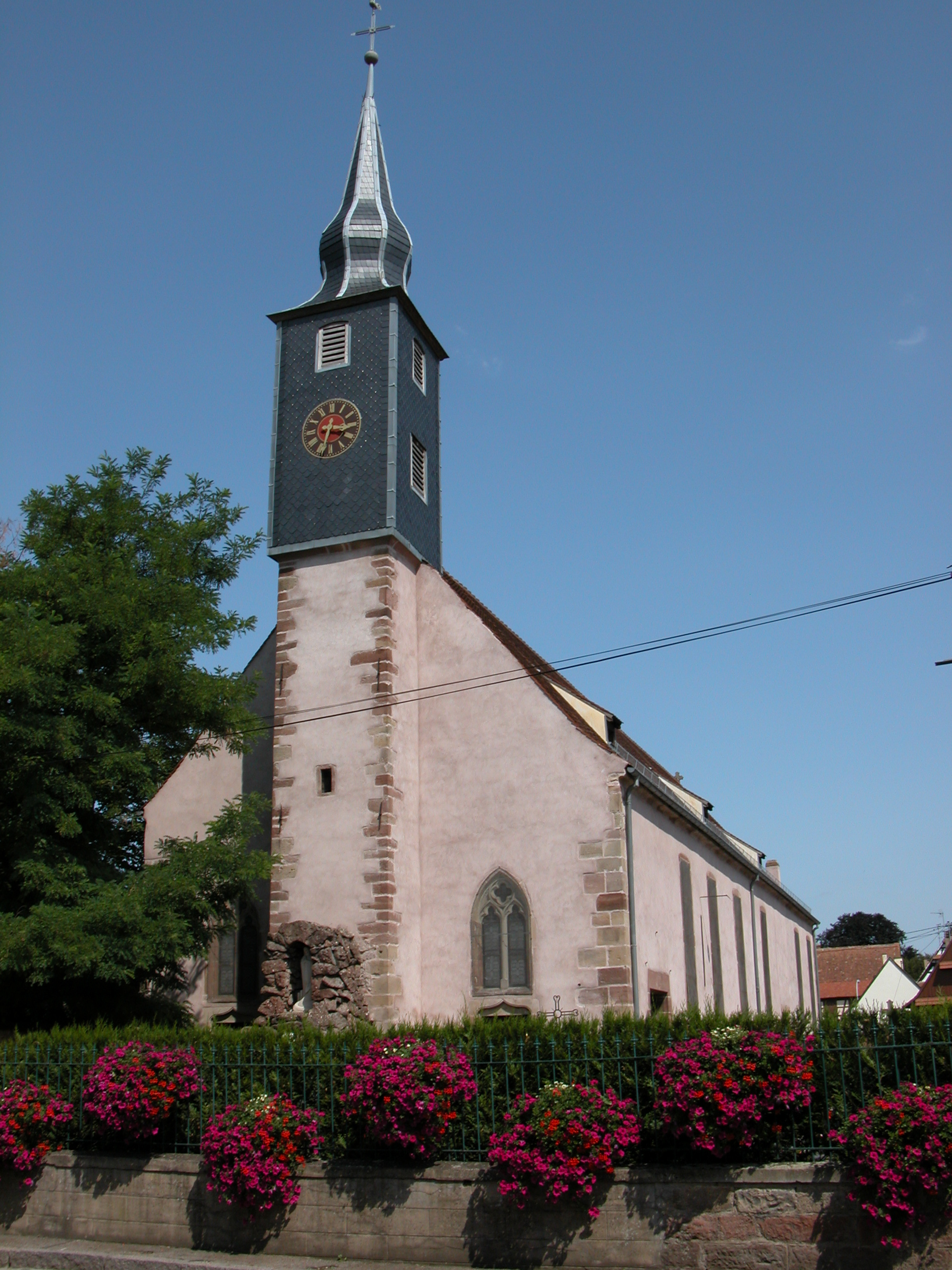